# Anders Uhrskov
Anders Kristensen Uhrskov (30. december 1881 i Tørring – 29. december 1971 i Hillerød) var en dansk folkelivsskildrer og folkemindesamler.
Anders Uhrskov blev født i Tørring ved Horsens som søn af husmand Kristian Uhrskov. Han flyttede i 1904 til Hillerød, hvor han blev lærer på den Tekniske Skole i de almene fag og senere lærer på Frederiksborg Gymnasium. Forfatteren Henrik Pontoppidan boede i Hillerød, og Uhrskov blev i 1906 engageret til at give forfatterens to børn ekstratimer i dansk.
Uhrskov var 1907-34 højskolelærer ved Frederiksborg Højskole og har i den forbindelse forfattet en del forskellige skole- og lærebøger. Men han har særlig kastet sig over udforskningen af Nordsjællands folkeliv og folkedigtning. Hans forfatterskab er utroligt produktivt og varieret. Hans første større arbejde var Nordsjællandsk Landsbyliv i ældre Tid (1918) udarbejdet på grundlag af forhenværende folketingsmand Lars Larsens Minder fra Vejby og Tisvildeegnen.
I 1921 udgav han Lars Larsens livserindringer sammen med gartner Niels Pedersens erindringer fra Tibirke under titlen To Nordsjællænderes Erindringer. Det kom til at udgøre 1. bind af et af Uhrskovs hovedværker Nordsjællandsk Folkeliv, I—V (1921—24). Bind II omhandler folkesagn, bind III folketro, bind IV højtid og bind V dagligt liv. Hans andet hovedværk er serien om Det danske Sind udgivet i ni bind 1964-69, som dog til dels er genoptrykt af ældre værker.
Uhrskovs folkelivsarbejder udmærker sig ved et omfattende og værdifuldt førstehåndsmateriale, indsamlet med stor energi, og ved deres usædvanlig smukke udstyr (Kristian Kongstads tegninger).
Han var desuden redaktør på Hillerødbogen (1948) og på årbogen Frederiksborg Amts historiske Samfund samt Kultur og Folkeminder (1949-1971) som blev udgivet af Nordsjællands Museumsforening. Han var også bibliotekar på Hillerød Folkebibliotek 1. september 1933-51.
Oprettelsen af det smukke Nordsjællands Folkemuseum i Hillerød i 1924 skyldes Uhrskovs Initiativ.
Uhrskov har desuden udgivet folkelivsskildringer i digterisk form Hedevig og hendes Datter (1912), Karl Lillekone og andre Kanutter (1916), Folk (1925), og har i serieværket Folkets Førere skrevet en levnedsskildring af Christoffer Bruun.

## Udvalgt bibliografi
- Fysik for Folkehøjskoler og Efterskoler (1913, 4. udg. 1932)
- Folkets Førere (redaktør og medforfatter, 4 bind, 1915-23)
- Karl Lillekone og andre Kanutter – tre Fortællinger (noveller, 1916)
- Brevbog for Landmænd (1918, 3. udg. 1931)
- Regnebog for Voksne, 1-2 (1918, 3. udg. 1926)
- Nordsjællandsk Landsbyliv i ældre Tid – paa Grundlag af fhv. Folketingsmand Lars Larsens Beretninger (1918)
- To Nordsjællænderes Erindringer (1921)
- Nordsjællandsk folkeliv (1921-24):
  - Bind 1: To nordsjællænderes erindringer (1921)
  - Bind 2: Folkesagn (1922)
  - Bind 3: Sagn og tro (1923)
  - Bind 4: Højtid (1924)
  - Bind 5: Dagligt liv (1924)
- En lille Nordsjællandsk Billedbog (Digte, ill. af Kr. Kongstad) (1925)
- Folk – Historier og Fortællinger (noveller, 1925)
- Hillerød by (redaktør og medforfatter) (1925)
- Det gamle Husmandssted – Nordsjællandsk Folkemuseum (1925)
- Kurlæge P.C. Bjerregaard (1927)
- Liv og Levned (1927-29):
  - Bind 1: To Gamle fortæller (1927)
  - Bind 2: Bonde og Borger (1928)
  - Bind 3: Skæbner (1929)
- Fynske Sagn (1929)
- Hillerød Haandværkerdagskole i fem og tyve Aar (1929)
- I Kamp for Hjemmet (roman, 1930)
- Kristian Kongstad (1930)
- Ullerød og Omegns Brugsforening 1906-1931 (1931)
- Friskolefolk (2 bind, 1931)
- Sjællandske Sagn (1932)
- Fynsk Landsbyliv i gamle Dage – Gaardmand Kristian Andersen fortæller (1932)
- Hillerød Handelsstandsforening – 1883 – 29. November – 1933 (1933)
- Fra stavnsbaand til vore dage – skildringer af Nordsjællands kulturhistorie (1938-40):
  - Bind 1: Fra landbrugets verden (1938)
  - Bind 2: Handel, haandværk, fiskeri (1939)
  - Bind 3: Fra land og by (1940)
- Fynbo, Jyde og Sjællandsfar : en Række Livsbilleder (1941)
- Hjemstavnsbog for Frederiksborg Amt (1942-43)
- Frederiksborg Amts Landboforening : 1843 – 7. Februar – 1943 (1943)
- Handel i Hillerød i 100 Aar. Julius Larsen & Søn. Hauge-Sko (1944)
- Uhrskovgaard og Slægten Uhrskov (1944)
- Frederiksborg Amt i litteraturen – en bibliografi (1946)
- Aktieselskabet Hillerød og Omegns Bank – 1898 – 12. August – 1948 (1948)
- Hillerødbogen (redaktør og medforfatter) (1948)
- Han var min fader (Om faderen Kristen Uhrskov) (1948)
- Et stykke Danmark (1951)
- Modersmaal (1951)
- Hillerød Kommuneskoles historie (1952)
- Hotel Leidersdorff i Hillerød : 1878-1953 : et Par kulturhistoriske Blade (1953)
- Kulturbilleder fra Hillerød og Omegn – 1801-48 (1955)
- Nye kulturbilleder fra Hillerød og omegn – 1849-1914 (1956)
- Gribskov i dansk åndsliv (1957)
- Landsmænd : tre livsbilleder (Om Marguerite Løfting ; P.C. Bjerregaard ; Thomas P. Hejle) (1957)
- Fra det gamle Hillerød (1959)
- En bog om Byskov : menneske, skolemand, tænker (1960)
- Mindesmærker i Nordsjælland (1962)
- Et liv i arbejde : nogle erindringer – Selvbiografi (1963)
- Det danske Sind (1964-69):
  - Bind 1: Landsbyfolk (1964)
  - Bind 2: Købstadsfolk (1965)
  - Bind 3: Jydsk Sind – i sammenligning med fynsk og sjællandsk (1965)
  - Bind 4: Gribskov fortæller – et stykke kulturhistorie (1966)
  - Bind 5: Kulsvierbogen – skildringer på nordsjællandsk Folkemål (2. udg. 1967)
  - Bind 6: Hesten, menneskets medhjælp (1967)
  - Bind 7: Dansk Folkevid. 1. Samling (1. udg. 1935. 2. udg. 1968)
  - Bind 8: Dansk Folkevid. 2. Samling (1. udg. 1936. 2. udg. 1968)
  - Bind 9: Fra Landsby og Købstad – en række Livsbilleder til Belysning af dansk Kultur (1969)